# Авл Постумий Альбин (консул 151 года до н. э.)
Авл Постумий Альбин (лат. Aulus Postumius Albinus; умер после 146 года до н. э.) — древнеримский политический деятель и писатель из патрицианского рода Постумиев, консул 151 года до н. э.

## Происхождение
Авл Постумий принадлежал к одному из знатнейших патрицианских родов Рима, упоминающемуся в источниках, начиная с первого десятилетия Римской республики. Он был сыном Авла Постумия Альбина Луска, консула 180 года до н. э. и «одного из первых людей своего времени», а также племянником Спурия Постумия Альбина Павлула и Луция Постумия Альбина, консулов 174 и 173 годов до н. э. соответственно.

## Карьера
Рождение Авла Постумия исследователи относят предположительно к 190/189 году до н. э. Он участвовал в Третьей Македонской войне под командованием Луция Эмилия Павла (168 год до н. э.). После решающей победы при Пидне Павел отправил Альбина с двумя другими послами на Самофракию, где укрылся царь Персей, чтобы уговорить последнего сдаться, но эта миссия закончилась безуспешно. Позже, когда Персей всё-таки сдался, Луций Эмилий передал под надзор Альбина и царя, и его старшего сына Филиппа. Для молодого офицера это было очень почётное поручение.
После этих событий Авл Постумий исчез из источников на тринадцать лет. Скорее всего, в какой-то момент он занимал должность курульного эдила, и учёные, основываясь на требованиях закона Виллия и данных о других магистратах, предположительно датируют эдилитет Альбина 159 годом до н. э. В 155 году Авл Постумий стал городским претором; поскольку оба консула, Публий Корнелий Сципион Назика Коркул и Марк Клавдий Марцелл, воевали за пределами Италии, он являлся главным магистратом в столице; в этом качестве Альбин созывал сенат и председательствовал на этих заседаниях. Именно тогда в Рим прибыло знаменитое посольство из Афин, включавшее трёх философов — академика Карнеада, стоика Диогена Селевкийского и перипатетика Критолая.
В 154 году до н. э. Авл Постумий отправился на Восток в составе посольства, которое должно было положить конец войне между пергамским царём Атталом II и вифинским царём Прусием II. В 151 году до н. э. он получил консулат, совместный с плебеем Луцием Лицинием Лукуллом. В Ближней Испании тогда шла тяжёлая война с кельтиберами, и одному из консулов предстояло туда отправиться. Точно неизвестно, как именно выбирали между Альбином и Лукуллом. Немецкий исследователь Г. Симон предположил, что право выбора было предоставлено самим консулам. Они могли бросить жребий или прийти к полюбовному соглашению; в конце концов Ближняя Испания досталась Луцию Лицинию. Консулы начали вместе набирать новую провинциальную армию и столкнулись с серьёзными трудностями: римляне, знавшие о храбрости кельтиберов и их многочисленных победах, всеми способами избегали воинского набора. По словам Полибия, «молодёжь уклонялась от военной службы под такими предлогами, которые стыдно было бы назвать, непристойно проверять и невозможно опровергать»; даже штат военных трибунов был укомплектован не полностью, хотя обычно на каждое место было несколько претендентов.
В этой ситуации к Альбину и его коллеге возникли дополнительные претензии: их обвинили в том, что они с пристрастием распределяют мобилизованных, сознательно выбирая для некоторых более лёгкие места службы. Обвинение поддержали народные трибуны, которые даже на время арестовали консулов. Выходом из этого кризиса стало решение о распределении рекрутов по театрам военных действий посредством жеребьёвки. Набрать офицеров помогло вмешательство молодого патриция, тогда ещё только квестория (бывшего квестора), Публия Корнелия Сципиона Эмилиана. Этот нобиль заявил, что готов отправиться в Испанию в качестве легата или военного трибуна, и его пример благотворно подействовал на аристократическую молодёжь.
В 146 году до н. э. Авл Постумий был одним из легатов в армии Луция Муммия, отправившегося на войну с Ахейским союзом. Известно, что в его честь были воздвигнуты статуи на Истме и в Дельфах.

## Личность и интеллектуальные занятия
Полибий называет Авла Постумия «человеком пустым, болтливым и величайшим самохвалом». По словам греческого историка, Альбин «с ранней юности… увлекался эллинским образованием и языком и переступал в этом отношении всякую меру; по его вине стали относиться враждебно к увлечению эллинством, которое возбуждало недовольство в среде именитейших римлян старшего поколения». Из-за эллинофильства Авла Постумия высмеивал Луцилий в своих сатирах.
Авл Постумий занимался литературой: он написал «Анналы» и поэму (предположительно о прибытии Энея в Италию). Оба эти произведения были написаны на греческом языке, и в предисловии автор просил читателей проявить снисхождение к возможным несовершенствам его языка и стиля. В связи с этим Марк Порций Катон едко замечал, что никто не заставлял Альбина писать, а поэтому глупо просить о снисхождении. Но исследователи отмечают, что «для Альбина, видимо, важнее было мнение гречески образованного общества, чем приговор „деревенщины“» и что как Катон, так и Полибий испытывали к Авлу Постумию личную неприязнь. Более поздние и непредвзятые авторы высоко оценивали труды Альбина. Марк Туллий Цицерон называет Авла Постумия человеком образованным и речистым.
Из написанного Альбином не сохранилось ни строчки. Михаэль фон Альбрехт назвал это «поучительным примером гибели литературного произведения в силу односторонности традиции».